# Abbazia di Sant'Irmina
L'abbazia di Sant'Irmina, detta anche abbazia di Öhren (o Ohren, Øhren, Oehren, Oeren, Herren o Horreum), è un'ex abbazia benedettina situata nella città tedesca di Treviri, nell'odierno quartiere di Trier-Mitte/Gartenfeld.

## Storia

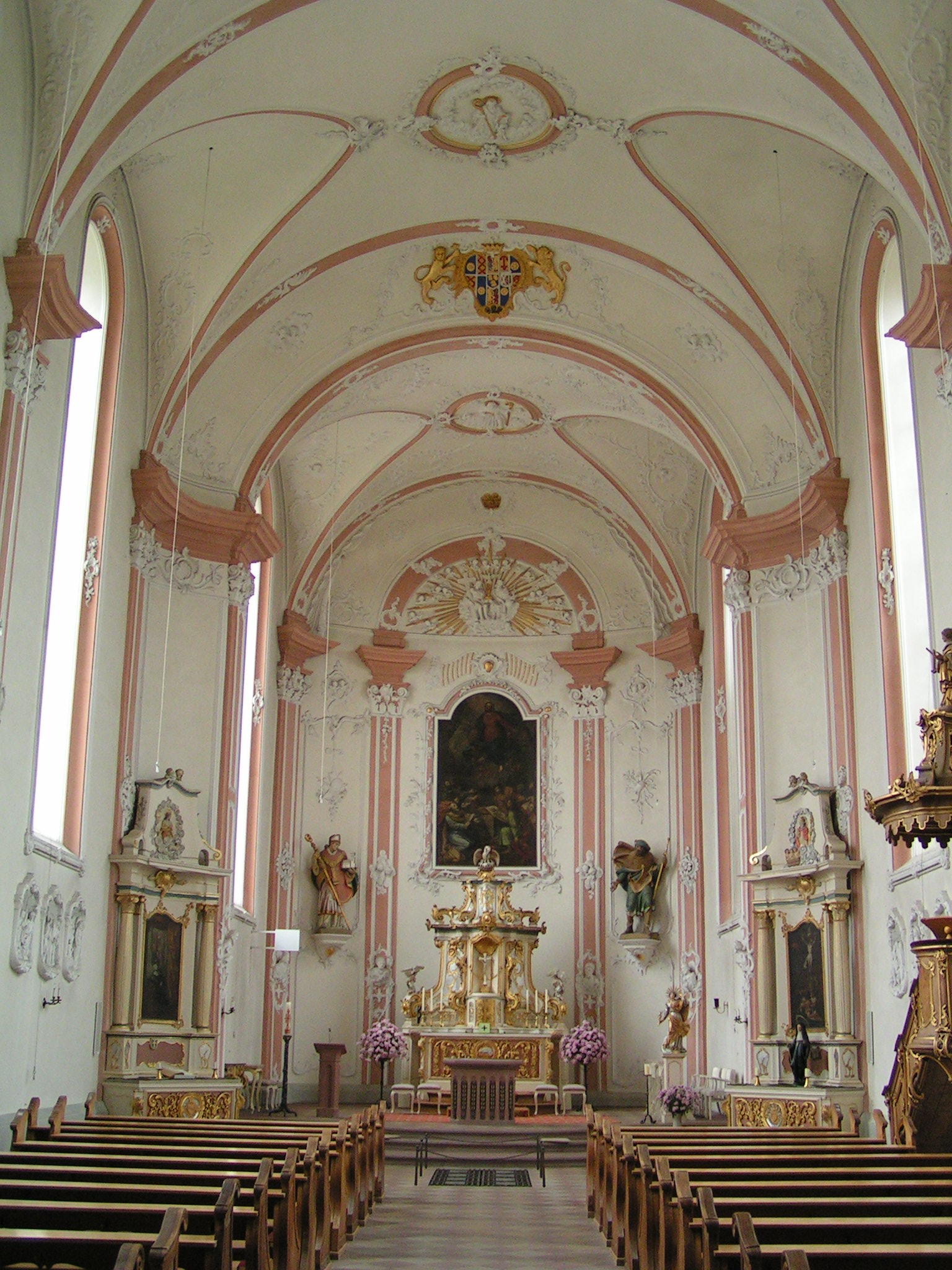
Interno della chiesa dell'abbazia

L'abbazia, dedicata originariamente a Santa Maria, venne fondata nella prima metà del VII secolo da san Modoaldo, vescovo di Treviri, che pose santa Modesta come sua prima badessa; l'abbazia venne costruita lungo il corso della Mosella, nella parte occidentale di Treviri: in tale luogo sorgevano, in epoca romana, due horrea, da cui deriva il nome alternativo di "abbazia di Öhren" (alcune fonti affermano che sul sito sorgesse un castello, il castello di Honrien).
Altre fonti riportano che a fondare l'abbazia e a fungere da sua prima badessa fu invece sant'Irmina, la quale avrebbe ricevuto il castello da suo padre Dagoberto II; tuttavia l'agiografia di sant'Irmina è tarda, scritta da Teofredo di Echternach 400 anni dopo la sua morte, ed è generalmente ritenuta leggendaria. Irmina fu in realtà la seconda badessa del convento, succeduta a Modesta; l'abbazia cominciò ad essere chiamata "abbazia di Sant'Irmina" solo verso la fine del X secolo, allorché Irmina fu dichiarata santa e nominata co-patrona dell'abbazia.

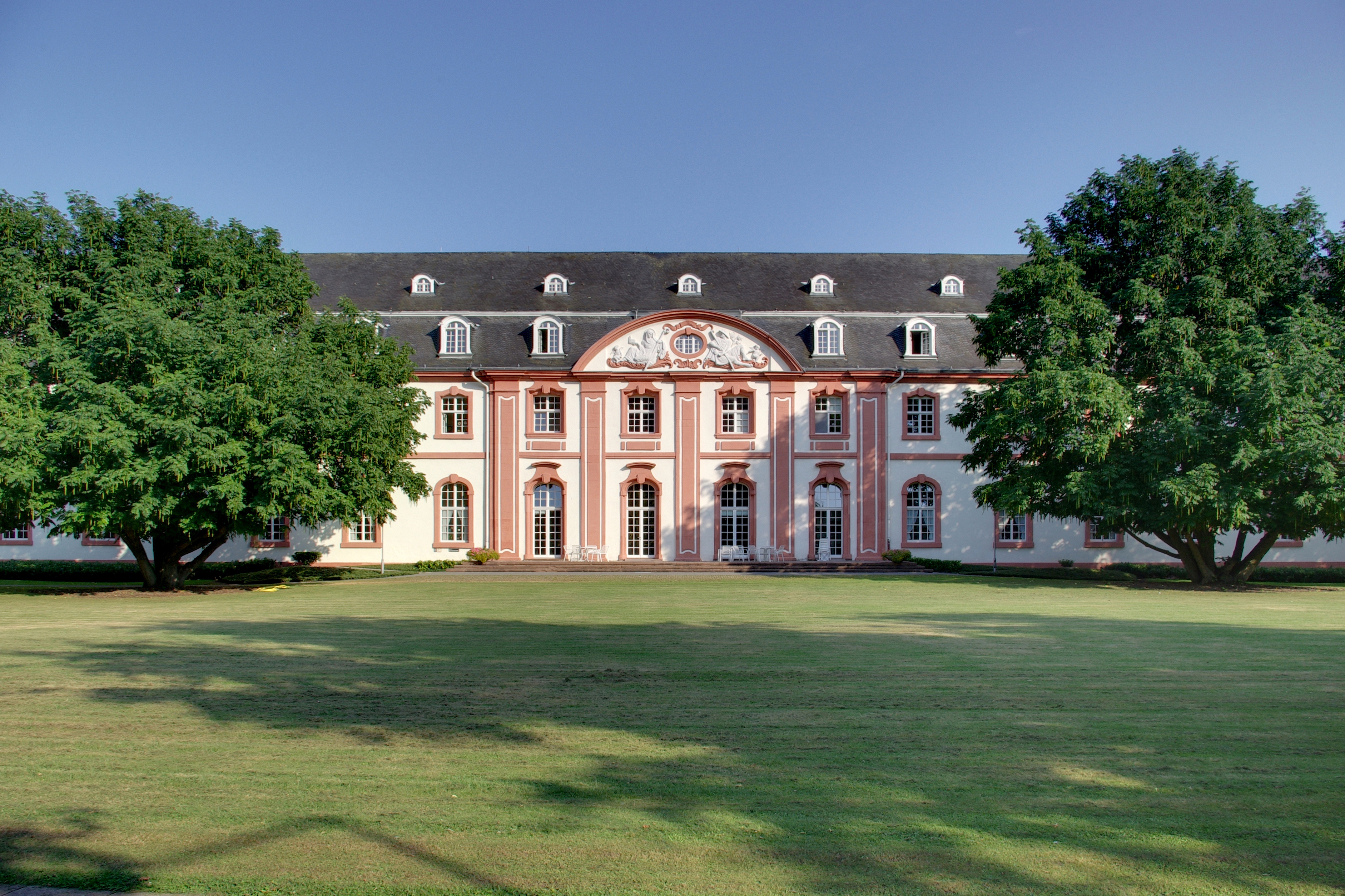
L'ala ovest dell'abbazia

In origine, il monastero seguiva probabilmente la regola di san Colombano, ma già in un documento del 953 è attestato il rispetto della regola benedettina; come anche altri conventi, la gestione di questo venne affidata alla nobiltà; nel 966 Ottone I donò l'abbazia di Ohren all'arcidiocesi di Treviri, ricevendo in cambio il controllo dell'abbazia collegiale di San Servazio di Maastricht. Tale decisione venne riconfermata anche da Ottone III, che riconobbe comunque al monastero il diritto di eleggere la propria badessa.
Tra il 1148 e il 1152 il monastero venne riformato da papa Eugenio III, sotto il controllo dell'arcivescovo di Treviri Alberone e con l'aiuto di Riccardo, abate agostiniano di Springiersbach, divenendo un monastero di suore da coro sotto la regola di sant'Agostino. Alcune religiose chiesero a papa Adriano IV di poter vivere secondo la regola benedettina, cosa che non venne loro concessa; la regola benedettina venne reintrodotta solo nel 1495, grazie all'intervento di Isengard di Greiffenklau, badessa di Marienberg, portando l'abbazia nella congregazione di Bursfelde e legandola strettamente all'abbazia di San Mattia.
Nel 1802 l'abbazia venne abbandonata per via della secolarizzazione dei beni ecclesiastici che venne effettuata in seguito al trattato di Lunéville; nel 1804, per decreto di Napoleone, l'abbazia venne concessa ai Vereinigte Hospitien per essere usata come ospizio per i malati. Nell'aprile 1811, grazie all'intervento dell'arcivescovo Charles Mannay, la sua gestione venne affidata alle borromee.
L'abbazia venne quasi completamente distrutta durante i pesanti bombardamenti che flagellarono Treviri durante la seconda guerra mondiale; ricostruita dopo il 1945, ospita tuttora i Vereinigten Hospitien, fungendo da casa di riposo.

## Badesse
- ?-anni 680-690: santa Modesta[4][5][9]
- ?-anni 700-710 circa: sant'Irmina o Erminia[4][6][10]
- ?-750 circa: sant'Elia o Eliada[11]
- ?-750 circa: santa Severa[12]
- ?-750 circa: sant'Elena[13]
- ?-780 circa: santa Basilissa[14]
- XI-XII secolo: sant'Elvira o Erlvira[15]